# Corredera (espacio urbano)

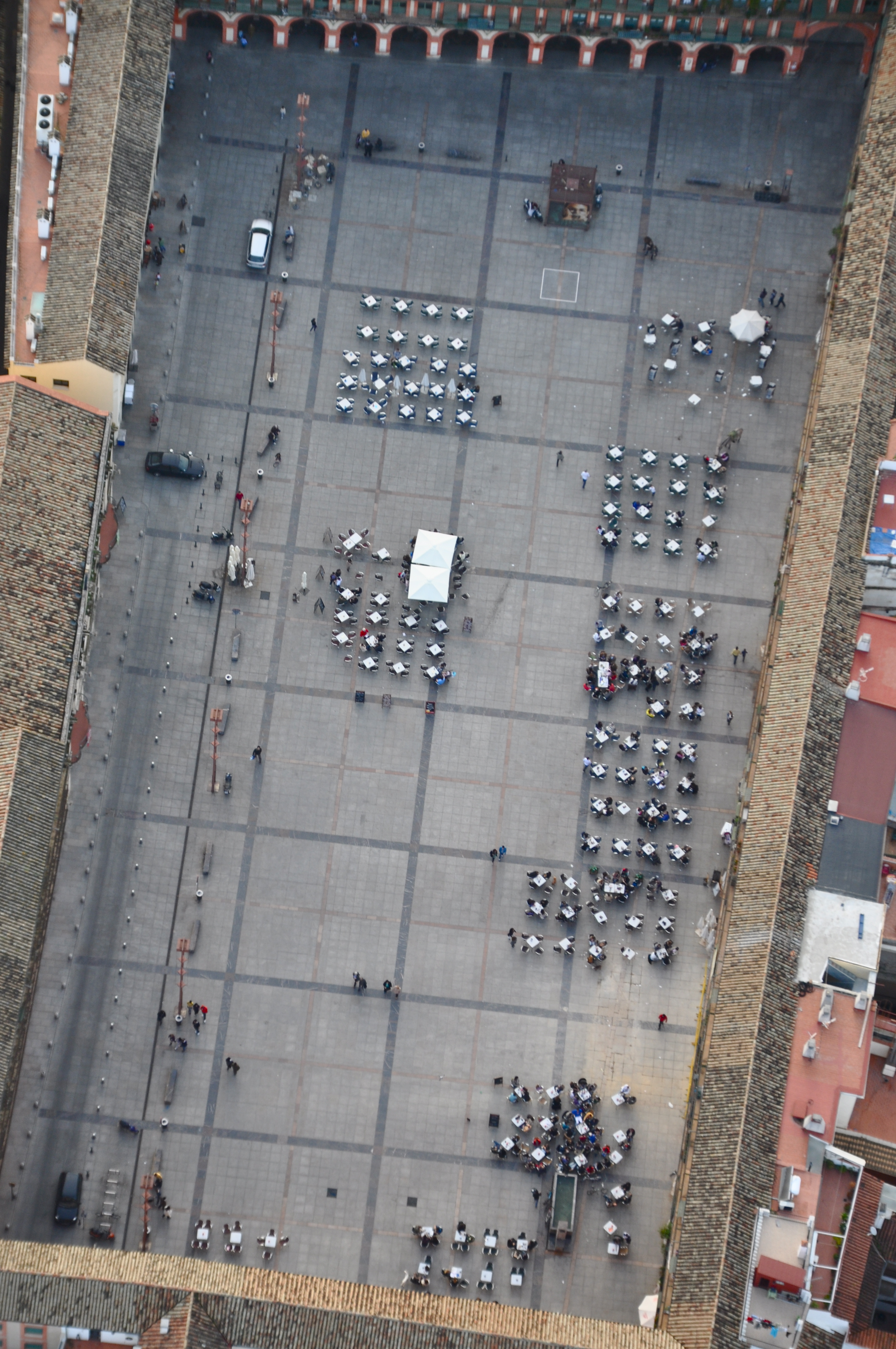
Vista aérea de la Plaza de la Corredera (Córdoba, España).

Corredera es una vía, calle o espacio metropolitano, de diversa tipología. Desde Nebrija (hacia 1494) hasta las ediciones en línea de la Real Academia Española, queda anotado que "corredera", además de otros significados muy dispares entre sí también hace referencia o denomina caminos, calles o espacios en los que se "corrieron caballos".
Común en la nomenclatura del callejero tradicional en lengua castellana de la geografía española, en Madrid capital, por ejemplo, existen dos correderas que en realidad forman una misma calle lineal, la Corredera Baja de San Pablo y la Corredera Alta de San Pablo. En Córdoba, sin embargo, este término da nombre a una de sus plazas más singulares, la porticada plaza de la Corredera, espacio así llamado porque uno de los usos originales fue "correr toros" o hacer en ella "corridas o correderas de jinetes y reses". Un caso similar pudo ser el origen de la Corredera de San Pablo, en Valladolid.

## En la literatura
Galdós, en su reconstrucción del Madrid del siglo XIX, sitúa en la Corredera de San Pablo diversos pasajes literario-histórico-costumbristas, tanto de sus novelas españolas contemporáneas como en los Episodios Nacionales. Así la incluye, por ejemplo en Fortunata y Jacinta, como parte del itinerario de un castizo personaje de la villa:

"Quien se hubiera tomado el trabajo de seguir los pasos de Rubín desde el 69 al 74, le habría visto parroquiano del café de San Antonio en la Corredera de San Pablo, después del Suizo Nuevo, luego de Platerías, del Siglo y de Levante; le vería, en cierta ocasión, prefiriendo los cafés cantantes y en otra abominando de ellos; concurriendo al de Gallo o al de la Concepción Jerónima cuando quería hacerse el invisible, y por fin, sentar sus reales en uno de los más concurridos y bulliciosos de la Puerta del Sol.".
Benito Pérez Galdós

## En España
Los callejeros de varias localidades españolas dejan noticia de la existencia de «correderas» en su trazado; así por ejemplo, y además de las capitales ya citadas, en Caravaca de la Cruz (en la región murciana), o en poblaciones andaluzas como Arahal, Dos Hermanas, Jerez de la Frontera, Lebrija, Montilla, Úbeda, Utrera o Chiclana de la Frontera. También en Extremadura, en la localidad de Arroyo de la Luz, donde se celebra una fiesta que parece relacionarse con la denominación del tipo de vía urbana, en la que un grupo de jinetes la recorren en una carrera popular.